# 진양군 (왕족)
진양군 이담령(珍陽君 李聃齡, 1598년 ~ 1662년)은 조선 중기의 왕족으로 덕흥대원군의 손자이며, 선조의 백형 하원군(河原君)의 9남이다.

## 생애
조선중기의 왕족으로 본관은 전주, 휘는 담령(聃齡), 자는 계로(季老), 호는 충간재(忠簡齋), 시호는 충간(忠簡)이다. 덕흥대원군의 손자이며, 아버지는 선조의 백형 하원군(河原君)이고, 어머니는 진산인(珍山人) 참판 이영의 딸 진산 이씨(珍山 李氏)이다.
부인은 평산인(平山人) 신업(申砐)의 딸로 현부인 평산신씨(縣夫人 平山申氏)이다.
하원군의 9남으로 1598년 2월 5일 탄생하였다. 재능과 인품은 일찍부터 이루어졌고 재덕을 겸비하여 어려서부터 총명하였으며 장성해서는 독서를 좋아하셨다. 10여세에 명선대부(明善大夫) 진양부정(珍陽副正)에 봉작받고, 20여세에 진양도정(珍陽都正)을 받았다.
1619년(광해 11) 9월 27일 여러 종실들과 정청하여 존호 올리기를 청하였으나 윤허하지 않았다.
1636년(인조 14) 병자호란이 일어나자 인조가 남한산성으로 몽진할 때 진산군 이유령(珍山君 李有齡)과 진성군 이해령(珍城君 李海齡) 두 형님과 함께 이른 아침 대궐에 나아가 몽진하는 행렬을 호종하며 대열의 뒤쪽을 따르다가 청나라 군대에게 붙잡혔다.
공은 충성과 의리로써 창칼로 위협함을 무릅쓰고, 절개를 굽히지 아니하니 청나라 장수가 의롭다하여 풀어주었다. 그 충과 의로운 절개를 세상사람 모두 칭찬하였고, 조정에 알려져 인조가 대궐로 돌아온 후에 1639년(인조 17) 6월 5일 중의대부(中義大夫) 진양군(珍陽君) 겸 오위도총부(五衛都摠府) 부총관(副摠管)에 제수하였다. 공이 조정에 나아가면 성군 섬기기를 언제나 충성을 다하였다.
1641년(인조 19) 2월 24일 겁간(劫奸)의 죄에 걸려 옥에 갇혀 사형을 당할번 했는데, 인조의 배려로 해남(海南)으로 유배되었다.
물러나 사저에 있을 때에도 충의지성을 지키며 살았으며, 1649년(인조 27) 인조가 4서 5경을 하사하며 그 자손들을 가르치게 하였고, 효종은 논밭을 하사하여 대대로 그의 녹전(祿田)으로 하게 명하였고, 또 산지를 하사하여 대대로 묘지로 쓸 수 있는 세장지로 내려준 곳이 곧 안산 마유면 월곶리 수리산이며, 그리고 공의 호를 충간재(忠簡齋)로 하사하였다.
1662년(현종 3) 1월 27일 향년 65세로 별세하여 처음 장지는 양주 수락산 밖 산기슭에 예장하였다가 10년 후 안산 마유면 월곶리 수리산 밑 통수기슭 임좌로 이장하였다가 다시 도시계획으로 1998년 4월 10일 경기도 안성시 죽산면 능북리 후록으로 이장하였다.

## 가족 관계
- 아버지 : 하원군 이정(河原君 李鋥, 1545년 - 1597년)
- 생모(첩모) : 진산 이씨(珍山李氏), 진산인(珍山人) 참판 이영의 딸.
  - 동복형 : 진산군 이유령(珍山君 李有齡, 1584년 ∼ 1643년)
  - 동복형 : 진성군 이해령(珍城君 李海齡, 1595년 - 1655년)
  - 동복누나 : 이옥령(李玉齡, 1583년 - ?년), 의령인(宜寧人) 봉사(奉事) 남영립(南英立)에게 출가.
- 부인 : 현부인 평산신씨(縣夫人 平山申氏, 1598년 - 1666년), 평산인(平山人) 신업(申砐)의 딸.
  - 장남 : 안평수 이언(安平守 李漹, 1617년 - 1670년)
  - 2남 : 영평군 이사(寧平君 李泗, 1636년(1631년) ∼ 1721년(1722년))
  - 장녀 : 원주인(原州人) 원세현(元世鉉)에게 출가.
- 첩실 : 양녀(良女) 예현(禮賢)
  - 3남 : 승평도정 이윤(昇平都正 李潤, 1647년 - 1676년)
  - 4남 : 흥평부수 이영(興平副守 李瀛, 1652년 - 1714년)
  - 5남 : 창평수 이준(昌平守 李浚, 1653년 - ?년)
  - 6남 : 성평군 이혼(成平君 李渾, 1656년 - ?년)
  - 7남 : 익평부수 이철(益平副守 李澈, 1659년 - ?년)
  - 2녀 : 하동인(河東人) 정세명(鄭世鳴)에게 출가.
  - 3녀 : 진주인(晋州人) 유형(柳珩)에게 출가.
  - 4녀 : 진주인(晋州人) 강성빙(姜聖聘)에게 출가.
  - 5女 : 진주인(晋州人) 류재신(柳再新)에게 출가.